# 燕侯和
燕侯和（燕侯龢、えんこうわ、生没年不詳）は、燕の第5代君主。姓は姞、名は和（龢）。諡号は不詳。
燕侯憲の子で燕の第5代君主とする説もあれば、召の伯とする説もある。